# 錫爾弗克里克 (內布拉斯加州)
錫爾弗克里克（英語：Silver Creek）是位於美國內布拉斯加州梅里克縣的村。

## 人口
根據2020年美國人口普查的數據，錫爾弗克里克的面積為0.72平方千米，皆為陸地。當地共有人口320人，而人口密度為每平方千米444人。